# Melanophthalma nidicola
Melanophthalma nidicola is een keversoort uit de familie schimmelkevers (Latridiidae). De wetenschappelijke naam van de soort werd in 1909 gepubliceerd door Antoine Henri Grouvelle.